# District de Gösgen
Le district de Gösgen est un ancien district suisse, situé dans le canton de Soleure. Il forme depuis 2005, avec le district d'Olten, la circonscription électorale d'Olten-Gösgen.

## Communes
| Nom                 | N° OFS | Population (décembre 2022) |
| ------------------- | ------ | -------------------------- |
| Erlinsbach          | 2503   | +003 634,                  |
| Hauenstein-Ifenthal | 2491   | +000313,                   |
| Kienberg            | 2492   | +000529,                   |
| Lostorf             | 2493   | +004 067,                  |
| Niedergösgen        | 2495   | +004 099,                  |
| Obergösgen          | 2497   | +002 436,                  |
| Stüsslingen         | 2499   | +001 263,                  |
| Trimbach            | 2500   | +006 644,                  |
| Winznau             | 2501   | +002 017,                  |
| Wisen               | 2502   | +000437,                   |
| Total               | Total  | +025 439,                  |